# Утренняя Заря (Крым)
У́тренняя Заря́ (до 1948 года Айсаба́й; укр. Утреня Зоря, крымскотат. Aysa Bay, Айса Бай) — исчезнувшее село в Сакском районе Республики Крым (согласно административно-территориальному делению Украины — Автономной Республики Крым), располагавшееся на севере района, в степной части Крыма, примерно в 3 километрах южнее современного села Ромашкино.

### Динамика численности населения
| - 1806 год — 84 чел. - 1864 год — 32 чел. - 1889 год — 70 чел. - 1892 год — 18 чел. | - 1900 год — 65 чел. - 1915 год — 91/29 чел. - 1926 год — 127 чел. - 1939 год — 180 чел. |

## История
Первое документальное упоминание села встречается в Камеральном Описании Крыма… 1784 года, судя по которому, в последний период Крымского ханства Исабай входил в Козловский кадылык Козловского каймаканства. После присоединения Крыма к России (8) 19 апреля 1783 года, (8) 19 февраля 1784 года, именным указом Екатерины II сенату, на территории бывшего Крымского Ханства была образована Таврическая область и деревня была приписана к Евпаторийскому уезду. После Павловских реформ, с 1796 по 1802 год, входила в Акмечетский уезд Новороссийской губернии. По новому административному делению, после создания 8 (20) октября 1802 года Таврической губернии, Айсабай был включён в состав Кудайгульской волости Евпаторийского уезда.
По Ведомости о волостях и селениях, в Евпаторийском уезде с показанием числа дворов и душ… от 19 апреля 1806 года в деревне Айсабай числилось 12 дворов, 82 крымских татарина и 2 ясыра. На военно-топографической карте генерал-майора Мухина 1817 года деревня Айсабай обозначена с 12 дворами. После реформы волостного деления 1829 года Айсабай, согласно «Ведомости о казённых волостях Таврической губернии 1829 года», остался в составе Кудайгульской волости. Затем, видимо, вследствие эмиграции крымских татар в Турцию, деревня заметно опустела и на карте 1836 года в деревне 2 двора, а на карте 1842 года Айсабай обозначен условным знаком «малая деревня» (это означает, что в нём насчитывалось менее 5 дворов).
В 1860-х годах, после земской реформы Александра II, деревню приписали к Чотайской волости. В «Списке населённых мест Таврической губернии по сведениям 1864 года», составленном по результатам VIII ревизии 1864 года, Айсабай — владельческая татарская деревня, с 8 дворами, 32 жителями и мечетью при колодцах. По обследованиям профессора А. Н. Козловского 1867 года, вода в колодцах деревни Ай-Собой была «хорошая, пресная», а их глубина достигала 8—10 саженей (17—21 м). На трёхверстовой карте Шуберта 1865—1876 года в деревне также обозначено 8 дворов. Согласно «Памятной книге Таврической губернии 1889 года», включившей результаты Х ревизии 1887 года, в деревне Ай-Сабай числилось 11 дворов и 70 жителей. Согласно «…Памятной книжке Таврической губернии на 1892 год», в деревне Айсабай, входившей в Аджи-Тарханский участок, было 18 жителей в 2 домохозяйствах.
Земская реформа 1890-х годов в Евпаторийском уезде прошла после 1892 года, в результате Айсабай приписали к Донузлавской волости. По «…Памятной книжке Таврической губернии на 1900 год», в деревне числилось 65 жителей в 17 дворах. По Статистическому справочнику Таврической губернии. Ч.II-я. Статистический очерк, выпуск пятый Евпаторийский уезд, 1915 год, в селе Айсабай Донузлавской волости Евпаторийского уезда числилось 16 дворов с татарским населением (все дворы с землёй) в количестве 91 человека приписного населения и 29 — «постороннего», из которых 72 мужчины и 48 женщин. Жители владели 423 десятинами удобной земли. В хозяйствах имелось 65 лошадей, 20 волов, 18 коров и 64 головы мелкого скота.
После установления в Крыму Советской власти, по постановлению Крымревкома от 8 января 1921 года № 206 «Об изменении административных границ» была упразднена волостная система, и село вошло в состав Евпаторийского района Евпаторийского уезда, а в 1922 году уезды получили название округов. 11 октября 1923 года, согласно постановлению ВЦИК, в административное деление Крымской АССР были внесены изменения, в результате которых округа были отменены и произошло укрупнение районов: территорию округа включили в Евпаторийский район. Согласно Списку населённых пунктов Крымской АССР по Всесоюзной переписи 17 декабря 1926 года, в селе Айсабай, Богайского сельсовета Евпаторийского района, числилось 33 двора, из них 31 крестьянский, население составляло 127 человек, из них 120 татар, 1 русский, 6 записаны в графе «прочие». По данным всесоюзная перепись населения 1939 года в селе проживало 180 человек.
В 1944 году, после освобождения Крыма от фашистов, согласно Постановлению Государственного комитета обороны № 5859 от 11 мая 1944 года, 18 мая крымские татары были депортированы в Среднюю Азию. С 25 июня 1946 года Айсабай — в составе Крымской области РСФСР. Указом Президиума Верховного Совета РСФСР от 18 мая 1948 года Айсабай переименовали в Утреннюю Зарю. 26 апреля 1954 года Крымская область была передана из состава РСФСР в состав УССР. Ликвидирована до 1960 года, поскольку в «Справочнике административно-территориального деления Крымской области на 15 июня 1960 года» селение уже не значилось (согласно справочнику «Крымская область. Административно-территориальное деление на 1 января 1968 года» — в период с 1954 по 1968 годы, как село Ромашкинского сельсовета.